# Calle Nevins (línea Eastern Parkway)
La Calle Nevins es una estación expresa en la Línea Eastern Parkway del metro de la ciudad de Nueva York. Localizada en la intersección de la Avenida Flatbush, Calle Fulton y la calle Nevins en Brooklyn, y funciona con los servicios de los trenes 2 y 4 (todo el tiempo), los trenes 3 (todo el tiempo excepto medianoche), y los trenes 5 (horas pico).
La estación tiene dos plataformas centrales, situadas entre las vías expresas y local en cada dirección. Una quinta vía una vez existió entre las dos vías expresas. Los planes originales para esta estación era que fuese una estación local de tres vías, pero se abrió como una línea local de dos vías.

## Conexiones de buses
- B25
- B26
- B38
- B52
- B54